# Helenodiscus vernoni
Helenodiscus vernoni fue una especie de molusco gasterópodo de la familia Charopidae en el orden de los Stylommatophora.

## Distribución geográfica
Fue endémica de la isla Santa Helena.